# Setodes kalyana
Setodes kalyana är en nattsländeart som beskrevs av Schmid 1987. Setodes kalyana ingår i släktet Setodes och familjen långhornssländor. Inga underarter finns listade i Catalogue of Life.